# Dies Irae (Giuseppe Genna)
Dies irae è un romanzo dello scrittore italiano Giuseppe Genna, pubblicato nel 2006.

## Trama
Il romanzo si apre con la ricostruzione del dramma di Alfredo Rampi, il bambino caduto in un pozzo artesiano a Vermicino nel giugno del 1981. Questo evento, trasmesso in diretta televisiva, fu un momento cruciale per l'Italia: la prima diretta non-stop, un pre-reality tragico, che catturò l'attenzione dell'intera nazione e si concluse con la morte del bambino.
Genna usa il dramma di Vermicino come elemento perno dell'immaginario per esplorare l’Italia dagli anni ottanta al 2005: l’ascesa di Silvio Berlusconi, il potere dei media, l'avvento dell'età dell'informazione, la mutazione antropologica della società italiana, l'influenza della televisione sulla coscienza collettiva, nonché gli intrighi del mondo sotterraneo dei servizi segreti e dello spionaggio internazionale. Le linee narrative sono molteplici e si intrecciano all'inizio e alla fine del testo. Ricorrono le immagini del cane nero e del pozzo artesiano come codici simbolici che tengono insieme le varie vicende.
Il romanzo alterna sequenze narrative a riflessioni filosofiche, sociali e politiche, a episodi di auto-fiction che amplificano il senso di ambiguità tra realtà e finzione. L'opera è stata reputata dalla critica un romanzo di formazione che mescola literary fiction, autobiografia, narrativa di genere e romanzo storico.

## Personaggi
- Giuseppe Genna - Narratore intradiegetico, continua a scrivere un romanzo di fantascienza filosofica sull'ammartaggio intitolato "Dies Irae". Ricalca la biografia dell'autore, riportando le esperienze presso la redazione del periodico Poesia di Nicola Crocetti, un suo incarico a Montecitorio e le sue esperienze di scrittore. La presenza di questo personaggio può inglobare l'opera nel genere dell'autoficion[3].
- Monica - borghese figlia di Vittorio Schiavon, si confronta con lo scontro tra la normalità borghese e i drammi sotterranei che la sostengono.
- Paola - Operatrice culturale in un ospedale psichiatrico, ex tossicodipendente nella Berlino degli anni ottanta poi amante di uno spacciatore ad Amsterdam. Porta in sé traumi dovuti a violenze subite durante l'infanzia a Pioltello.
- Massimo - Marito di Monica, direttore di una società di produzione di format televisivi. Ha in progetto un programma che renderà pubblico materiale compromettente che svelerà gran parte delle trame segrete dell'Italia repubblicana, intitolato casualmente "Dies Irae".
- Vittorio Schiavon - Padre di Monica, titolare di un'azienda di produzione di scarpe e intesse contatti commerciali con il sud est asiatico.
- Jonathan Aberdeen, Luigi Darida - membri più o meno noti dei servizi segreti a lavoro sui principali casi di spionaggio dell'Italia repubblicana.
- Wanderley - Spacciatore di Amsterdam legato a Paola nei primi anni '90.
- Alex - Tossicodipendente nella Berlino degli anni '80, legato a Paola.

Personaggi di finzione si mescolano ad altrettanti personaggi reali: appaiono, tra gli altri, Bettino Craxi, Sergio Baracco, Wanna Marchi, Massimo De Carolis, Filippo Panseca, Gunnar Nordahl, Raul Gardini, Michael Ledeen e Moana Pozzi.

## Influenza nella cultura di massa
Il brano "Canenero" contenuto nell'album L'eclissi della band italiana Subsonica è ispirato ad un'immagine più volte evocata nella vicenda dei protagonisti.'

## Edizioni
- Giuseppe Genna, Dies irae, Milano, Rizzoli, 2006, ISBN 88-17-01054-5.
- Giuseppe Genna, Dies irae, collana Piccola Biblioteca Oscar, Milano, Mondadori, 2014, ISBN 97-88-80463756-1.